# (183501) 2003 FU4
(183501) 2003 FU4 (2003 FU4, 2005 UM160) — астероїд головного поясу, відкритий 25 березня 2003 року.
Тіссеранів параметр щодо Юпітера — 3,370.